# 韦恩·鲁尼
韦恩·马克·朗尼（英語：Wayne Mark Rooney，1985年10月24日—）是已退役的英格蘭職業足球員，英格蘭足壇巨星之一。主要擔任前鋒，可司職進攻中場及中場，曾任球會德比郡的主教練，同時是前英格蘭足球代表隊的隊長。朗尼亦是歷來英超入球第三最多的球員。

## 球會生涯

### 愛華頓
朗尼於愛華頓展開球員生涯，於2002年年僅16歲即獲提升上一隊坐在後備席上。2002/03年球季開始前的熱身賽，朗尼在9場比賽射入8球。球季展開的第一場比賽於2002年8月17日主場對熱刺，朗尼處子登場，獲派正選上陣，為愛華頓在頂級聯賽100週年展開序幕。10月1日在聯賽盃對於比賽末段梅開二度，成為愛華頓史上最年輕的入球球員。10月19日主場對阿仙奴的賽事以後備入替，於臨完場時在25碼一記遠射，皮球擦中楣底入網，他的入球不單令愛華頓2-1擊敗阿仙奴，終止對方30場聯賽不敗記錄，更打破英超最年輕球員入球的紀錄，震驚英倫。朗尼同意在17歲生日時簽署三年合約，其後主教练大衛·莫耶斯仍然將朗尼放於後備席上，但多次給予上陣機會，朗尼的表現亦愈趨成熟。朗尼獲選為2002年「BBC年度青年體育人物獎」（BBC Sports Personality of the Year Young Personality）。脾氣火爆的朗尼於12月26日拆禮物日對伯明翰城時領得首張紅牌，打破英超最年輕球員取得紅牌的紀錄。2003年2月13日朗尼正式簽署首份職業球員合約，結束其週薪90英鎊的學徒生涯。有報導車路士有意以300萬鎊收購朗尼。
2003/04球季開季朗尼未能重拾射門鞋，直到12月才僅射入一球，莫耶斯對朗尼略有微言。但踏入月中，朗尼分別在對樸茨茅夫及莱斯特城後補上場建奇功，為球隊奠定勝局。球季結束後再有傳言曼聯有興趣收購朗尼，為愛華頓否認。2004年6月24日2004年欧洲足球锦标赛八強對葡萄牙時朗尼傷出，賽後證實右腳第五節蹠骨破裂，需要養傷兩個月。養傷期間朗尼轉會車路士、曼聯或皇家马德里的傳聞四起，愛華頓與朗尼商討續約五年。在轉會限期結束前，曼聯及紐卡素分別出價2,000萬鎊要求收購朗尼為愛華頓拒絕。8月27日朗尼提出轉會要求，在聲明中感謝球迷的支持。曼聯隨即將收購價提高到近3000萬鎊。

### 曼聯

#### 2004/05賽季

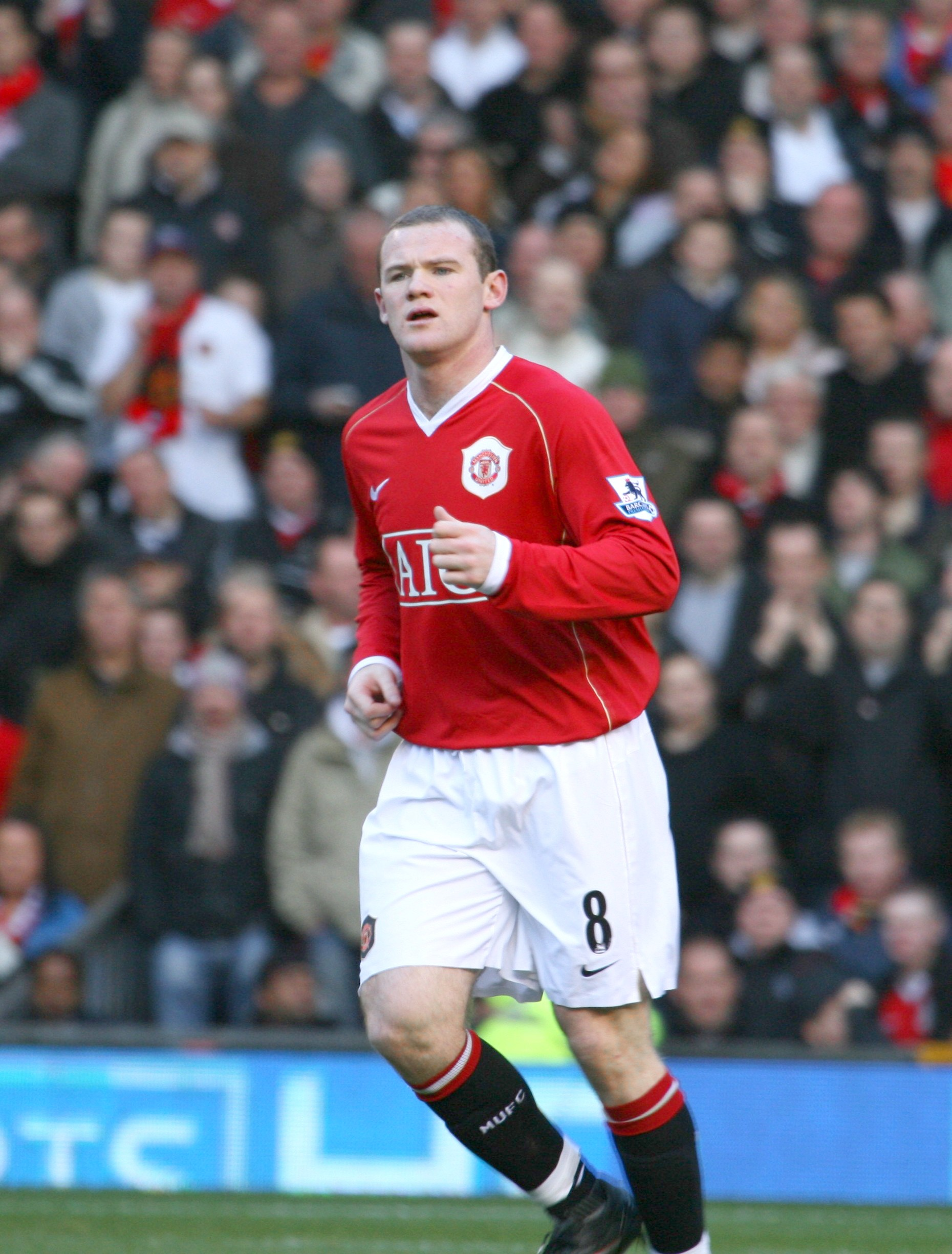
披上曼聯球衣的朗尼

2004年8月31日，朗尼以高達2,700萬英镑的身价加盟曼聯，身穿8號球衣，簽約六年。9月28日在歐聯对垒土耳其費倫巴治队的处子秀中攻入三球，博得曼聯一眾名宿如诺曼·怀特塞德、佐治·貝斯及的稱讚。10月24日「壽星仔」朗尼在對阿森纳時射入一球協助曼聯主場2-0獲勝，結束對手聯賽49場不敗的紀錄。12月13日朗尼獲得歐洲最佳年青球員的「金童獎」。朗尼在足總盃對米杜士堡的入球獲選為BBC年度最佳入球。5月21日足總盃決賽是朗尼首次進軍大賽決賽，對手是阿仙奴，比賽到加時雙方0-0平手，十二碼4-5曼聯落敗，朗尼獲選為決賽最佳球員（man-of-the-match）。2004/05年球季结束时，他总共为曼聯攻入17球，成为球队的神射手。

#### 2005/06賽季
2005年9月14日曼聯歐聯作客維拉利爾，下半場朗尼一次拍手掌諷刺球證，被罰黃牌，由早前朗尼已領有黃牌在身，兩黃變紅牌出場。9月19日朗尼獲得國際職業球員協會（FIFPro）最佳青年球員。
2006年4月23日，朗尼蟬聯PFA年度最佳青年球員，成為繼隊友傑斯及利物浦的科拿後第三位連續兩屆獲選的球員。

#### 2006/07賽季
2006年8月20日英超聯開鑼日曼聯主場對富咸，在夏季世界盃紅牌事件中的兩名主角朗尼與C·朗拿度首次同場上陣，朗尼梅開二度及助攻給C朗開齋，大勝5-1。但自此朗尼在曼聯及國家隊連續10場比賽未能取得入球，直到10月28日作客對博尔顿時大演帽子戲法，結束入球荒。11月25日朗尼簽署延長合約，續留曼聯直到2012年。朗尼在主場再勝保頓4-1其中一球美妙笠射更獲選為BBC年度最佳入球。該個球季憑著朗尼與及C·朗拿度各自攻入23球的精湛演出，曼聯重奪失落三季的英超冠軍。

#### 2007/08賽季
2007/08年球季鲁尼得到10號球衣。10號球衣是曼聯除了7號球衣外另一傳奇球衣，不少巨星也曾披上這件球衣，包括名宿丹尼士羅、三冠王功臣舒寧咸及碧咸（後者只曾於96/97球季穿上一季）及射手雲尼斯達萊等等。

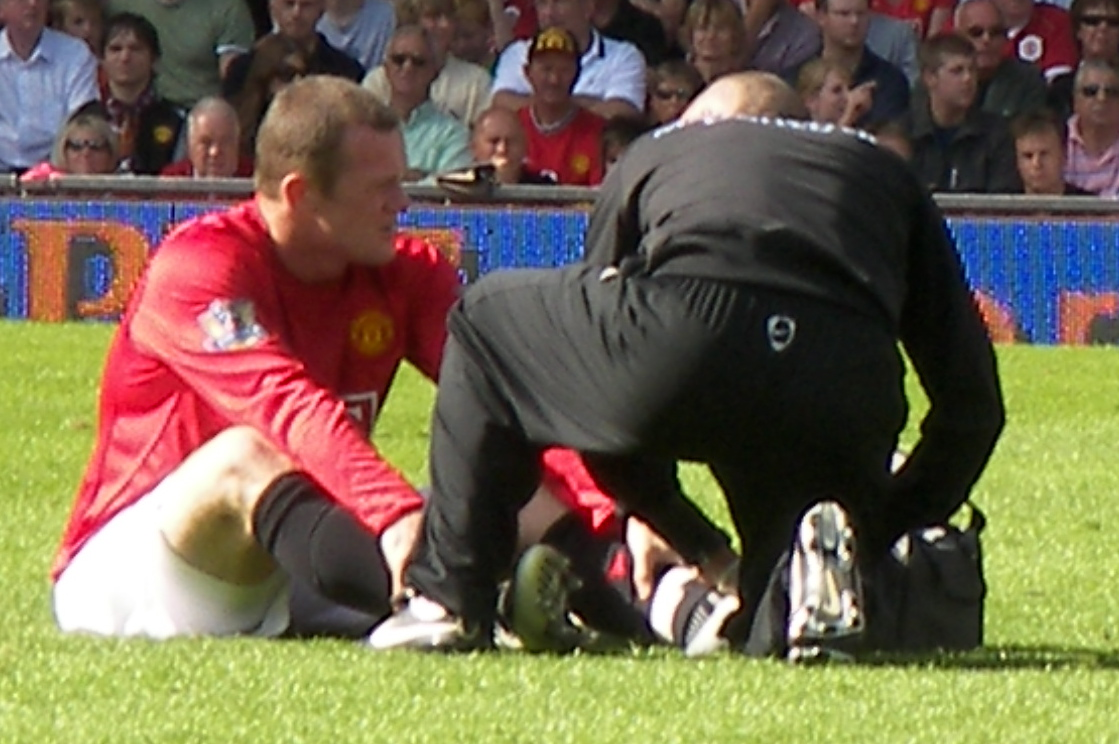
朗尼對雷丁時骨折接受治理

朗尼在2007年8月12日對陣雷丁的英超賽季揭幕戰中左腳骨折，可能需要休養兩個月，朗尼曾在2004年歐洲杯期間右腳骨折，而在2006年世界杯之前右腳的另一處又發生骨折，三年內三度骨折。事後朗尼否認球靴對其骨折有影響。僅一個月後，於9月19日歐聯作客對里斯本竞技時復出。
10月2日利物浦隊長謝拉特駕車返家時撞倒一名小童，當獲悉該名小童是曼聯球迷後，謝拉特隨即致電朗尼索取一對球靴，並在稍後探訪時親自送上。
10月2日歐聯主場再戰羅馬，朗尼射入復出後首個入球，協助曼聯小勝1-0。10月6日曼聯前鋒三叉戟各自取得入球，4-0擊敗韋根，曼聯本季首度登上聯賽榜首。10月20日作客阿士東維拉梅開二度，4-1擊敗最後只餘九人作戰的主隊。10月23日歐聯作客射一球，以4-2擊敗基輔戴拿模。雖然賽程緊密，朗尼的入球停不了，於10月27日主場4-1擊敗米杜士堡時射入一球，並交出一個漂亮的助攻。11月7日歐聯主場4-0大炒基輔戴拿模，朗尼再入一球。傷後復出的朗尼表現出色，7場比賽射入7球，獲選「英超10月份最佳球員」。
2007年11月9日朗尼在操練時觸傷腳踝，估計需要休戰四周。但朗尼迅速康復，僅兩周後即恢復操練，於12月3日復出正選出戰富咸，戰至下半場70分鐘才退下火線。12月26日朗尼先開紀錄協助曼聯作客4-0大勝新特蘭。
2008年1月5日足總盃第三圈作客阿士東維拉，在新任英格蘭教頭卡比路面前射入一球，2-0淘汰維拉。1月19日作客對雷丁再入一球勝2-0，為曼聯力保榜首席位。2月6日足總盃第五圈主場4-0大破阿仙奴，朗尼是打造里程碑的功臣。2月23日與C朗一同雙喜臨門，作客聖占士球場5-1大勝紐卡素。隨後朗尼的入球乾涸，直到3月29日對阿士東維拉大勝4-0才再次梅開二度，為曼聯榜首的優勢拉開到6分。4月6日作客河畔球場，在大風雪下朗尼射入扳平2-2的入球，曼聯繼續以3分領先車路士。4月26日冠軍前哨戰作客對車路士，朗尼出任單箭頭，上半場孤立無援，表現乏善可陳，半場曼聯落後0-1，下半場初段朗尼截得卡華路的回傳射入一度扳平，但稍後受傷離場，最終曼聯1-2落敗，聯賽尚餘兩仗而與車路士積分平手。朗尼因傷缺席歐聯四強次回合主場對巴塞隆拿及聯賽對韋斯咸兩場硬仗，幸好趕及煞科日5月11日復出上陣對韋根，上半場在禁區內被侵犯，造就C朗十二碼打破悶局，1-0領先半場，下半場初段韋根大舉反攻，直到80分鐘朗尼妙傳剛入替的傑斯射入奠定勝局，曼聯成功衛冕超聯冠軍。

#### 2008/09賽季

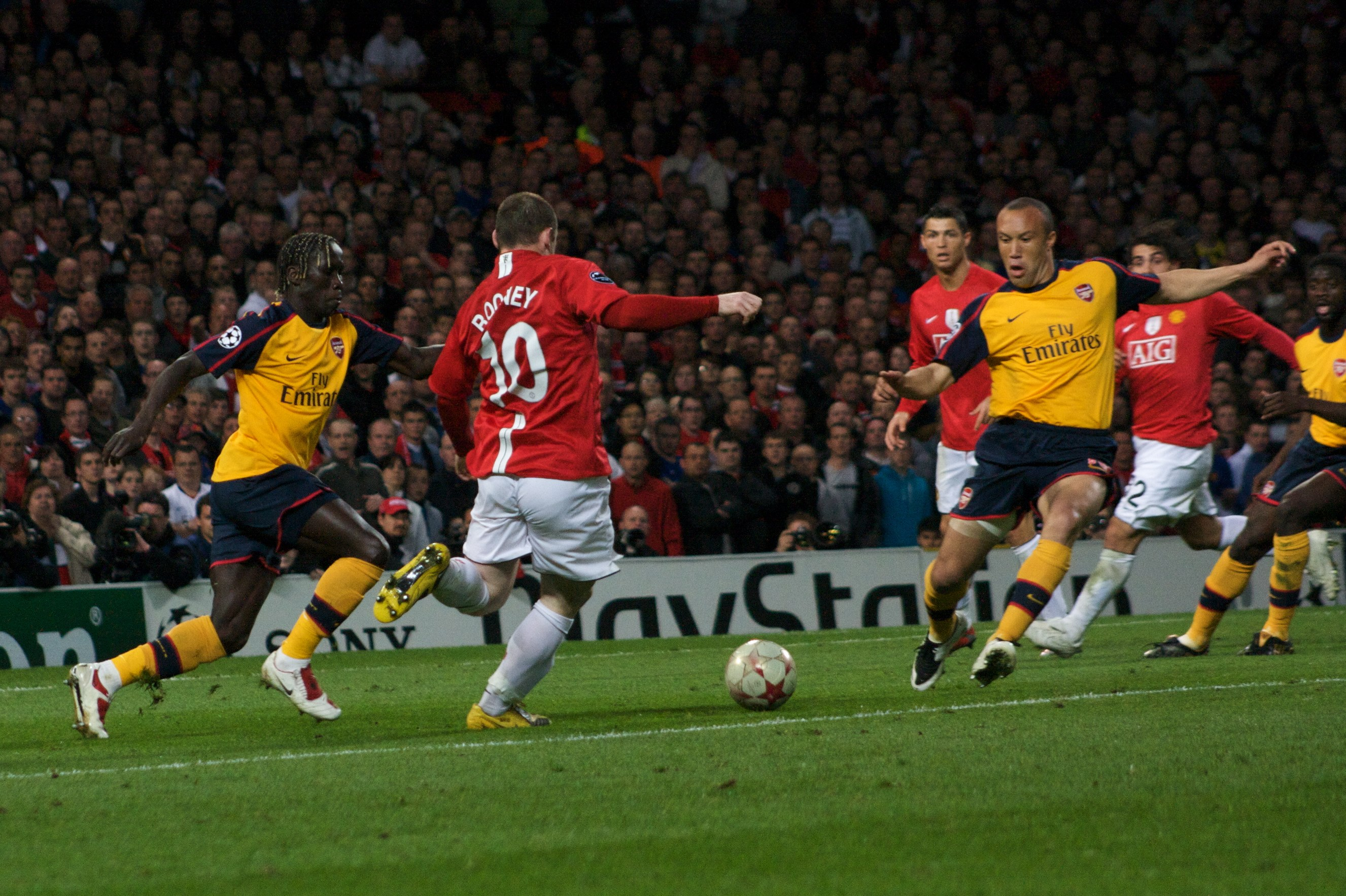
朗尼代表曼聯出戰對阿仙奴的賽事

2008/09球季，朗尼一直到9月27日和保頓的比賽才打進一球。，之後，10月4日再於伊活公園球場攻入一球，助球隊以2:0擊敗布力般流浪；接著，朗尼又於10月18日對陣西布朗的比賽攻入今季第三球，此時，朗尼連續三場比賽進三球，狀態極好。但之後朗尼要到11月30日對同城勁敵曼城的比賽中才進一球，亦是全場唯一進球，協助球隊全取三分。
由於曼聯於去季奪得欧洲冠军联赛冠軍，故此曼聯以歐洲冠軍身份參與世界冠軍球會盃。朗尼於這世界性賽事中大放異彩，於決賽以射入全場唯一一個入球奠勝，令曼聯成為世界冠軍的球會，個人更成為賽事的神射手、最佳球員金球獎以及決賽最有價值球員三大獎項。
1月14日曼聯於主場奧脫福球場1:0韋根的比賽，朗尼1分鐘的進球令曼聯全場領先，最終全取3分。4月25日曼聯主場對陣熱刺，熱刺前鋒戴倫·賓特29分鐘的入球及中場莫迪歷32分鐘的入球令曼聯半場落後0:2，幾乎判定曼聯全失3分。但下半場的局勢完全逆轉，落後的曼聯先於57分鐘由C朗主射十二碼破蛋，接著朗尼67分鐘的入球為曼聯扳平成2:2，1分鐘後，C朗梅開二度，為曼聯射入反先的一球；其後朗尼再於71分鐘為曼聯拉開紀錄至4:2，亦是其在2008/09球季首個梅開二度；最後貝碧托夫於79分鐘射入此場比賽的最後一個入球，正式確定曼聯以5:2反勝熱刺。而朗尼也以30次聯賽上陣，12個聯賽入球結束08/09球季及協助曼聯再次奪得聯賽錦標。

#### 2009/10賽季
踏入2009/10球季，朗尼延續上季的優秀表現，而對於朗尼更重要的轉變，就是曼聯沒有了C朗這位前鋒，令他可以取得更多入球，首場聯賽對陣伯明翰即建一功，協助曼聯首場以1:0輕取伯明翰。但在8月19日第二場聯賽，曼聯未能保住首場獲勝的戰局，以0:1負於般尼，而朗尼也未能取得入球。雖然如此，在接著8月22日作客韋根的比賽，朗尼為曼聯獻上09/10球季首個梅開二度，令曼聯5:0大勝。朗尼在之後連續三場比賽取得三個入球，一反上季入球少的現象。

#### 2010/11賽季
踏入2010/11年球季，朗尼再次重蹈覆轍，總計全年入球數量只有16個，雖然如此，但他在該球季聯賽主場的曼徹斯特打吡第78分鐘，以一記美妙的倒掛絕殺曼城，賽後他表示該球是自己的代表作，亦獲得主帥費格遜的稱讚，此入球在次年獲選為英超20年最佳進球。2012年，曼聯簽入前锋雲佩斯，朗尼被调回前腰位置，这使朗尼的进球数量相对地减少。一直至聯賽第八場，曼聯作客對史篤城的比賽中，朗尼才取得本季首個進球，而他在這場比賽最終取得一個兩個進球，協助球隊以4比2大勝史篤城。

#### 2013/14賽季
2014年2月22日，曼聯宣佈與朗尼續約，至2019年6月完結。

#### 2014/15賽季
2014年8月，朗尼成為曼聯隊長，其隊友費查成為副隊長。

#### 2015/16賽季
2015-16賽季朗尼狀況空前低迷，身為國家隊隊長及英格蘭本土最高薪球員卻遲遲無法取得好看的入球數。隨後，朗尼表現回勇，在一月的六場比賽打入六球。

#### 2016/17賽季

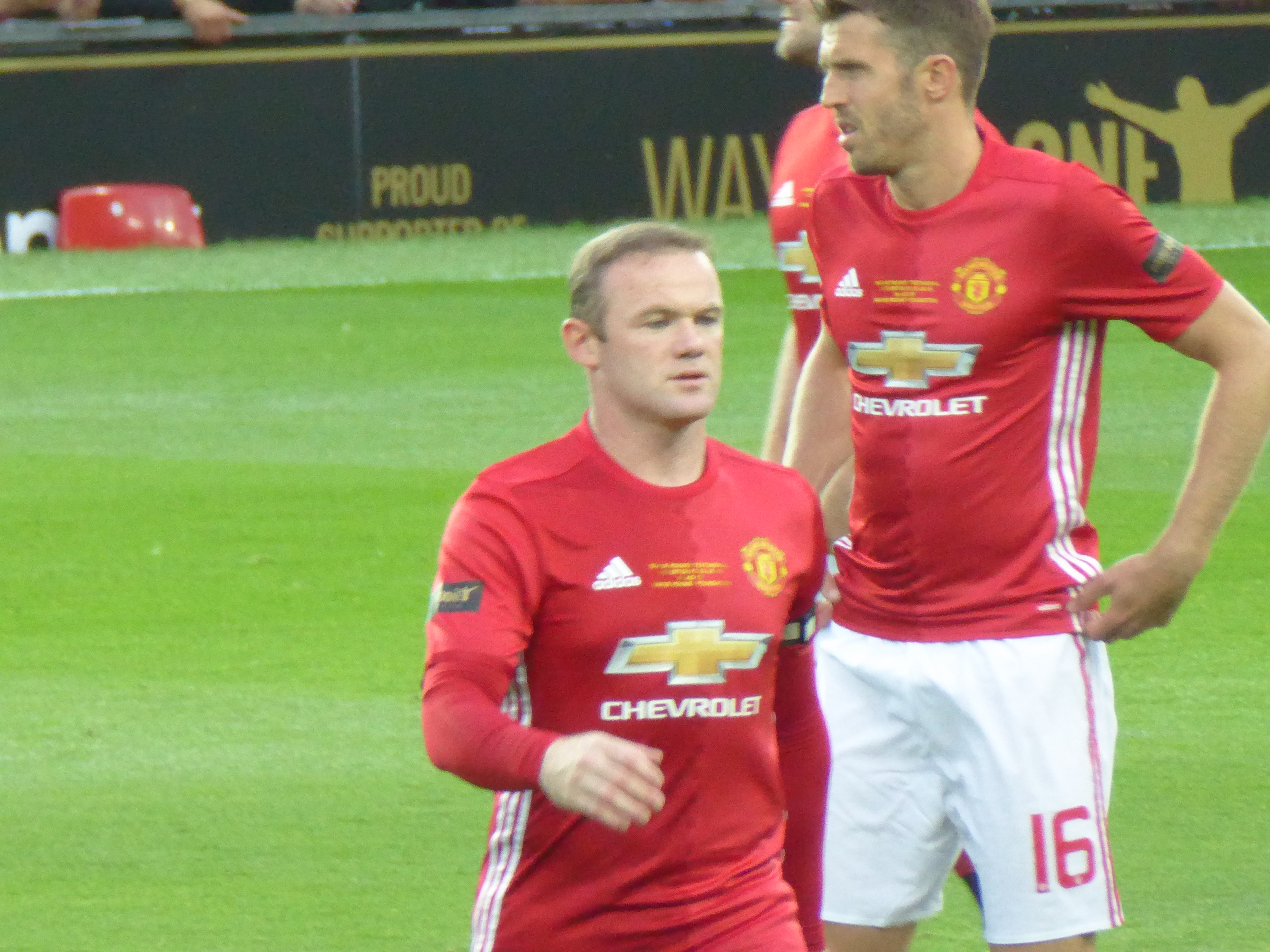
朗尼和卡域克

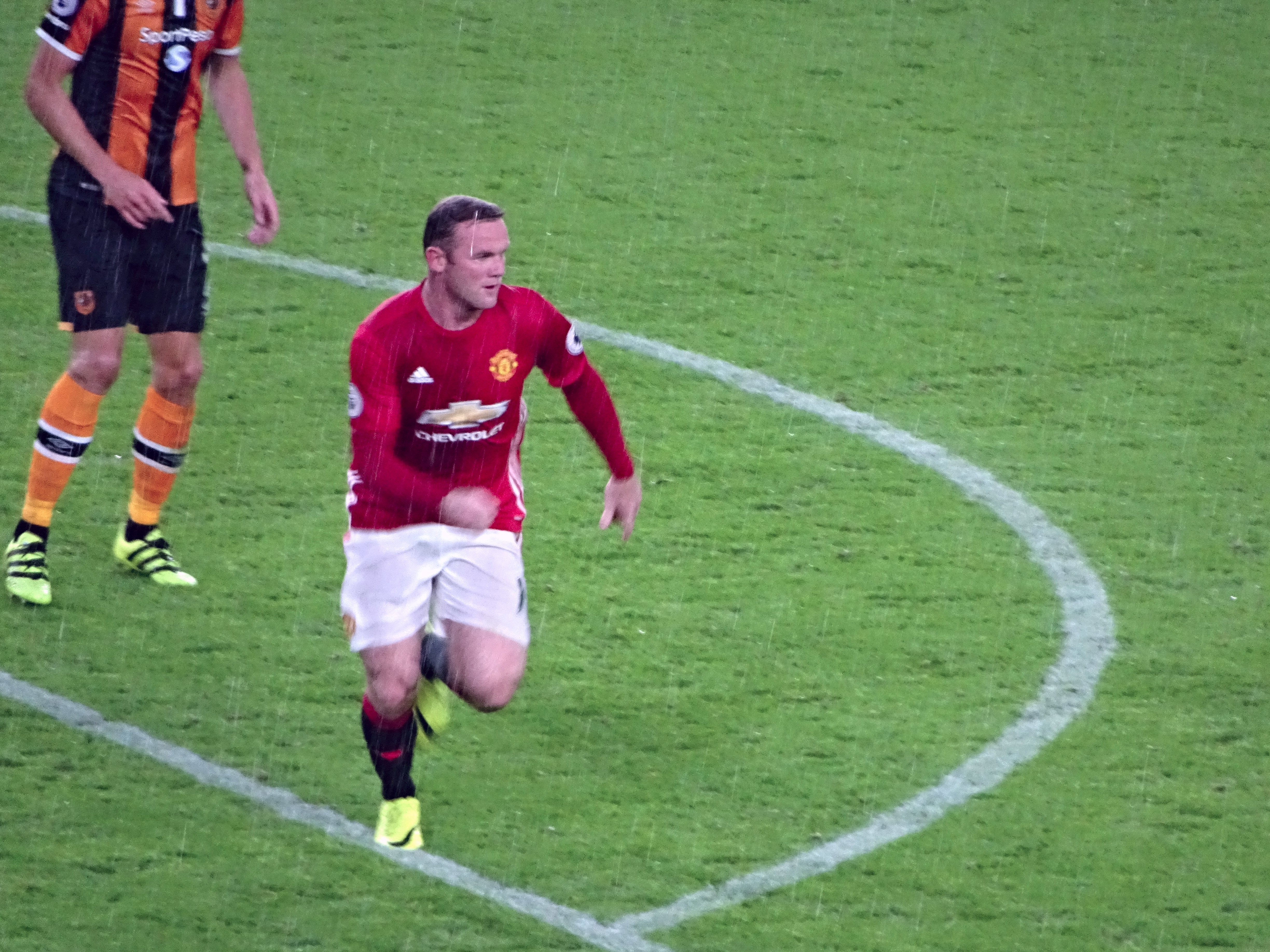
朗尼代表曼聯出戰對侯城的賽事

2016-17賽季，朗尼在八月上陣三場、攻入一球及累積兩個助攻。但其後狀態明顯下滑，在對的比賽中被予以抨擊，多次發生傳球失敗的低級失誤。其低迷表現終於引起主帥摩連奴的不滿，被貶為後備。隨後曼聯即使未有勝仗，進攻端表現亦愈見順暢。在2017年1月21日曼聯作客史篤城的比賽中，後備入替的朗尼於補時階段妙射自由球破網，以250球成為曼聯史上「入球王」，並協助紅魔於周六的英超聯賽驚險地以1:1逼和主場的史篤城。
2017年5月14日，朗尼於作客托定咸熱刺的比賽中，射入白鹿徑球場的最後一個入球，也是他在曼聯最後的入球，白鹿徑球場隨後拆卸。

### 重返埃弗顿
2017年7月9日，艾佛頓官方宣布，魯尼正式回歸並與球隊簽約兩年，具體轉會費未公開，魯尼結束13年的紅魔生涯。
2017年8月22日，鲁尼成为英超史上第二位进球数突破200大关的球员。

### 華盛頓聯隊
2018年6月28日，朗尼與美職球會華盛頓聯隊達成轉會協議，簽約3年半。

### 德比郡
2020年1月，朗尼加盟英冠球隊德比郡，擔任領隊兼球員。2021年1月15日，德比郡官方宣布，鲁尼已经选择退役，专注于执教该队。

## 國家隊生涯

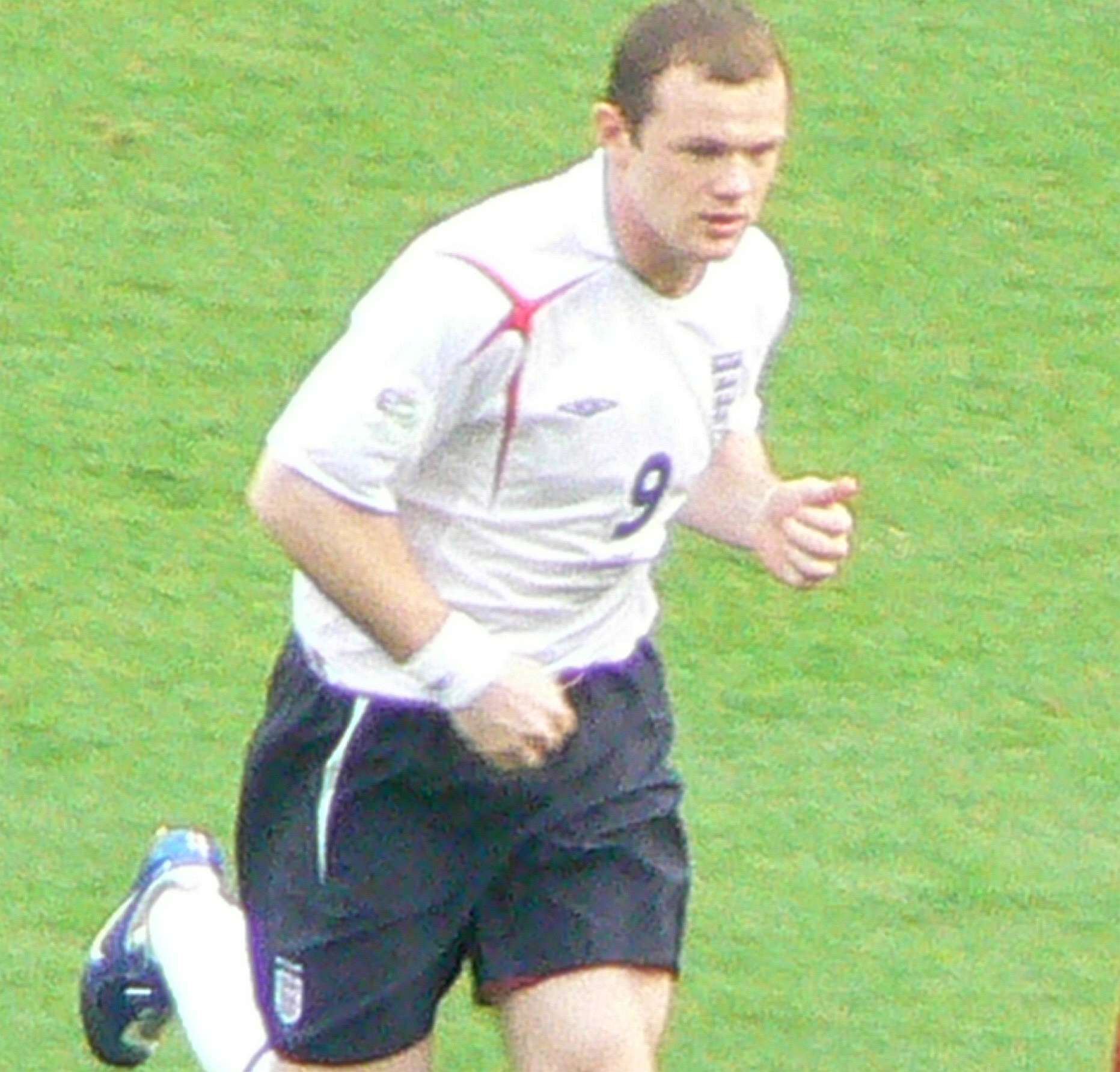
朗尼代表英格蘭上陣

2003年2月12日，在對澳洲的友誼賽上朗尼成为英格兰队最年轻的球员（17歲111日），并于9月6日歐洲國家盃外圍賽對马其顿時射入其國家隊第一球。
真正令朗尼成為世界級球星的舞台是2004年歐洲國家盃。他當時與欧文組成了一對火力強勁的前鋒組合。朗尼先在對瑞士一役的分組賽梅開二度，其後再於對克羅地亞的賽事中再次射入兩球。雖然英格蘭代表隊最終不敵葡萄牙出局，但朗尼除了以4球與雲尼斯特羅並列賽事射手榜次席之外，外界普遍認為朗尼將會成為英格蘭新世紀的傳奇足球員。
2006年4月29日，朗尼在聯賽中對切尔西時勇戰受傷，蹠骨再次破裂。雖然如此，艾歷臣仍然冒險挑選朗尼加入世界盃大軍。最終朗尼仍能趕及傷癒代表英格蘭出席2006年世界盃，於第二場分組賽對特立尼达和多巴哥後備上陣，並於最後一場分組賽對瑞典時成為正選球員。在奧雲受傷後，艾歷臣安排4-1-4-1陣式，朗尼成為單箭頭，成功在16強1-0力克厄瓜多尔。在八強對葡萄牙時朗尼侵犯卡瓦略直接取得紅牌，而英格蘭雖然力保0-0到完場，但十二碼1-3見負，結束了朗尼和英格蘭的世界盃之旅。事後朗尼發表聲明，對C朗拿度干預球證展示紅牌表示失望，但自稱與C朗拿度並無芥蒂。
2007年10月13日，朗尼在主場對愛沙尼亞時射入一球，是自2004年後首個競爭性國際賽入球，打破入球荒。其後10月17日作客莫斯科對俄羅斯，雖然朗尼一腳精彩的临空抽射先開紀錄，但下半場一記禁區內的魯莽攔截，導致失十二碼被扳平，最後負1-2，出線2008年欧洲足球锦标赛決賽周的機會渺茫。
2008年4月15日英格蘭領隊卡比路認為朗尼是英格蘭未來隊長的人選。9月10日，朗尼在2010世界杯欧洲区预选赛第6小组客场挑战克罗地亚比赛的第63分钟，接应耶纳斯传中打入一球，是役他同时两次助攻沃尔科特得分。
2009年11月14日英格蘭在多哈對巴西，由於隊長泰利因傷缺陣，而副隊長林柏特賽前操練受傷被遣送回國，而曾任隊長的里奧·費迪南、傑拉德及貝克漢均沒有入選，新任父親的朗尼獲委戴上隊長臂章上陣。
2014年，第三次在英格兰国家队中参加世界杯决赛圈比赛。2014年6月19日小组赛对阵乌拉圭队，在第75分钟射入一球。这是朗尼在世界杯决赛圈迄今的唯一进球。
2014年8月28日，領隊鶴臣委任朗尼為英格蘭代表隊新一任隊長。
2015年9月9日，朗尼對瑞士射入十二碼，是他在英格蘭隊的第50球，從曼聯名宿卜比·查爾頓爵士手上接過英格蘭歷史第一射手榮譽，獲碧咸起立鼓掌。10月9日查爾頓爵士贈予朗尼一隻金靴。
2017年8月23日，宣佈自國家隊退役。期間出戰119場，共53次進球。
2018年11月4日，朗尼短暫回歸國家隊，11月15日主場對上美國的比賽，為其最後一場國際比賽。在第58分鐘時，戴上隊長臂章替補上場，英格蘭最終在主場以3-0贏球。最後他以120次出場、53顆進球，正式告別了他的國家隊生涯。

## 場外生活
朗尼於2004年夏季，被利物浦的報章揭發他曾多次於市內召妓，其後他本人只得承認真有此事，並向公眾道歉。
2006年3月10日，朗尼签署一笔871万美元的出书合同。这项12年的合同规定，朗尼在此期间至少出版5本书。这是英国出版史上价码最高的体育图书出版合同。2007年4月20日時任愛華頓領隊莫耶斯向高等法院指控朗尼首本自傳《My Story So Far》損害其專業及個人名譽，要求禁止該本書再版。2008年6月3日莫耶斯獲判勝訴，從出版商哈珀柯林斯（HarperCollins）獲得大筆賠償。
2008年6月12日朗尼於義大利意属里维耶拉迎娶青梅竹馬女友高蓮·麥諾連（Coleen McLoughlin）。2009年11月2日朗尼與高蓮的首名兒子於14:20GMT在利物浦婦女醫院出生，取名卡伊-韋恩（Kai Wayne）。
朗尼曾表示，支持者的打氣是進步的最大動力。他感謝每一位支持者陪伴他涯過低潮，對他不離不棄。
正值年輕力壯的朗尼的家庭觀念一向極重，對麥諾連更是始終如一，2009年11月2日迎來兩人的首個愛情結晶品後，還打算繼續「造人」，麥諾連之前接受訪問時就講過，朗尼還想繼續擁有第二、第三，甚至第四個孩子。為了看著卡伊的出世，朗尼已缺席了曼聯於2009年11月2日的球隊操練，而在小寶寶降臨之後，朗尼將「名正言順」於2009年11月3日對陣莫斯科中央陸軍時掛上「免戰牌」。
2018年底喝醉於飛機上鬧事被捕，魯尼妻子因此痛批魯尼學不乖。

## 生涯數據
- 生涯數據更新至2017年賽季結束。

| 球會     | 球季     | 聯賽 | 聯賽 | 盃賽 | 盃賽 | 聯賽盃 | 聯賽盃 | 歐洲 | 歐洲 | 其他 | 其他 | 總計 | 總計 |
| 球會     | 球季     | 上陣 | 入球 | 上陣 | 入球 | 上陣   | 入球   | 上陣 | 入球 | 上陣 | 入球 | 上陣 | 入球 |
| -------- | -------- | ---- | ---- | ---- | ---- | ------ | ------ | ---- | ---- | ---- | ---- | ---- | ---- |
| 愛華頓   | 2002–03  | 33   | 6    | 1    | 0    | 3      | 2      | –    | –    | 0    | 0    | 37   | 8    |
| 愛華頓   | 2003–04  | 34   | 9    | 3    | 0    | 3      | 0      | –    | –    | 0    | 0    | 40   | 9    |
| 愛華頓   | 總計     | 67   | 15   | 4    | 0    | 6      | 2      | –    | –    | 0    | 0    | 77   | 17   |
| 曼聯     | 2004–05  | 29   | 11   | 6    | 3    | 2      | 0      | 6    | 3    | 0    | 0    | 43   | 17   |
| 曼聯     | 2005–06  | 36   | 16   | 3    | 0    | 4      | 2      | 5    | 1    | 0    | 0    | 48   | 19   |
| 曼聯     | 2006–07  | 35   | 14   | 7    | 5    | 1      | 0      | 12   | 4    | 0    | 0    | 55   | 23   |
| 曼聯     | 2007–08  | 27   | 12   | 4    | 2    | 0      | 0      | 11   | 4    | 1    | 0    | 43   | 18   |
| 曼聯     | 2008–09  | 30   | 12   | 2    | 1    | 1      | 0      | 13   | 4    | 3    | 3    | 49   | 20   |
| 曼聯     | 2009–10  | 32   | 26   | 1    | 0    | 3      | 2      | 7    | 5    | 1    | 1    | 44   | 34   |
| 曼聯     | 2010–11  | 28   | 11   | 2    | 1    | 0      | 0      | 9    | 4    | 1    | 0    | 40   | 16   |
| 曼聯     | 2011–12  | 34   | 27   | 1    | 2    | 0      | 0      | 8    | 6    | 1    | 0    | 44   | 35   |
| 曼聯     | 2012–13  | 27   | 12   | 3    | 3    | 1      | 0      | 6    | 1    | –    | –    | 37   | 16   |
| 曼聯     | 2013–14  | 29   | 17   | 0    | 0    | 2      | 0      | 9    | 2    | 0    | 0    | 40   | 19   |
| 曼聯     | 2014–15  | 33   | 12   | 4    | 2    | 0      | 0      | –    | –    | –    | –    | 36   | 14   |
| 曼聯     | 2015–16  | 28   | 8    | 5    | 2    | 2      | 1      | 6    | 4    | –    | –    | 41   | 15   |
| 曼聯     | 2016–17  | 14   | 1    | 1    | 1    | 2      | 0      | 5    | 2    | 1    | 0    | 23   | 4    |
| 曼聯     | 總計     | 382  | 179  | 39   | 22   | 18     | 5      | 85   | 40   | 8    | 4    | 532  | 250  |
| 生涯總計 | 生涯總計 | 449  | 194  | 43   | 22   | 24     | 7      | 85   | 40   | 8    | 4    | 609  | 267  |

## 榮譽
朗尼於2005年獲得PFA年度最佳青年球員，翌年蟬聯PFA年度最佳青年球員，成為繼隊友傑斯及利物浦的科拿後第三位連續兩屆獲選的球員。

### 曼聯
- 英格蘭超級足球聯賽
  - 冠軍 (5)：2006–07賽季、2007–08賽季、2008–09賽季、2010–11賽季、2012–13賽季；
  - 亞軍 (3)：2005–06賽季、2009–10賽季、2011–12賽季；
- 英格蘭社區盾
  - 冠軍 (5)：2007年、2008年、2010年、2011年、2013年；
- 英格蘭足總盃
  - 冠軍 (1)：2015/16年；
  - 亞軍 (2)：2004/05年、2006/07年；
- 英格蘭聯賽盃
  - 冠軍 (3)：2005/06年、2008/09年、2009/10年；
- 歐洲聯賽冠軍盃
  - 冠軍 (1)：2007/08年；
  - 亞軍 (2)：2008/09年、2010/11年；
- 歐足聯歐洲聯賽
  - 冠軍 (1)：2016/17年
- 世界冠軍球會盃
  - 冠軍 (1)：2008年；

### 個人
- 英超每月最佳球員（FA Premier League Player of the Month）：

2005年2月、2005年12月、2006年3月、2007年11月、2010年1月；
- BBC年度青年體育人物獎（BBC Sports Young Personality of the Year）：2002年；
- 「喝采」大獎（Bravo Award）：2003年；
- 2004年歐洲國家盃最佳陣容；
- PFA年度最佳陣容：2005-06年；
- 爵士年度最佳球員（Sir Matt Busby Player of the Year）：2005-06年；
- FIFPro年度最佳年青球員：2005年；
- PFA年度最佳青年球員：2005年、2006年；
- PFA球迷公選足球先生（PFA Fans' Player of the Year）：2006年、2010年；
- 世界冠軍球會盃金球獎：2008年；
- 世界冠軍球會盃金靴獎：2008年；
- 世界冠軍球會盃決賽最有價值球員：2008年；
- 英格蘭代表隊最佳球員：2008年、2009年；
- 英格蘭PFA足球先生：2010年；
- 英格蘭足球先生：2010年

## 生涯趣事
- 朗尼曾經在1996年愛華頓對利物浦的比賽擔任吉祥物[113]。
- 2004年一項全國性投票，朗尼獲選為「全英國最受歡迎的利物浦人」，披头四乐队的乔治·哈里森及約翰·連儂並列第三[114]。
- 在朗尼轉會曼聯後，愛華頓將印有朗尼名字的球衣捐到利比里亚[115]。
- 國際足協會長塞普·布拉特曾說朗尼的行為需要「夾耳朵」處罰[116]。
- 朗尼少年時最希望與拳王泰臣會面[117]，兩人於2005年首次會面，其後曾多次碰頭[118]。

## 家庭
- 父親：湯馬士-韋恩·朗尼（Thomas Wayne Rooney）
- 母親：珍納蒂-瑪莉·朗尼（Jeanette Marie Rooney）
- 弟弟：格雷姆·朗尼（Graeme Rooney）及約翰·朗尼（John Rooney）
- 妻子：哥蓮·朗尼（英语：Coleen Rooney）
- 兒子：卡伊-韋恩·朗尼（Kai Wayne Rooney）及克雷-安東尼·朗尼（Klay Anthony Rooney）

## 外部連結
- 個人官方網站
- 足球数据库：韦恩·鲁尼的球员统计数据
- 韦恩·鲁尼 – FIFA國際賽競賽紀錄 (存檔)
- 英格蘭足總：韦恩·鲁尼 （页面存档备份，存于）

| 體育角色           | 體育角色                        | 體育角色      |
| ------------------ | ------------------------------- | ------------- |
| 前任： 尼曼查·維迪 | 曼联隊長 2014年－2017年         | 繼任： 卡域克 |
| 前任：             | 英格蘭代表隊隊長 2014年－2016年 | 繼任： (暫代) |